# Järise järv
Järise järv är en sjö i Estland.   Den ligger i landskapet Saaremaa (Ösel), i den västra delen av landet, 170 km sydväst om huvudstaden Tallinn. Järise järv ligger 37 meter över havet. Den ligger på ön Ösel. I omgivningarna runt Järise järv växer i huvudsak blandskog.